# Венский филармонический оркестр
Венский филармонический оркестр (нем. Wiener Philharmoniker) — симфонический оркестр, базирующийся в Вене, в Австрии, и считающийся одним из лучших в мире.
Основным концертным залом оркестра является нем. Musikverein — концертный зал Общества любителей музыки (Gesellschaft der Musikfreunde). Музыканты набираются из оркестра Венской оперы, где они должны перед этим отыграть не менее трёх лет. Оркестр был основан в 1842 году Отто Николаи.

## История
До исторического для Вены дня — 28 марта 1842 года — профессиональные оркестры в столице Австрийской империи существовали только при оперных театрах и при дворе (Придворная капелла); для публичных симфонических концертов приглашали либо один из этих оркестров, либо специально составленный, не всегда из профессиональных музыкантов, ансамбль. Потребность в оркестрах высокой квалификации для проведения публичных концертов ощущалась уже в начале XIX века; для этой цели, не в последнюю очередь, Общество любителей музыки создавало Венскую консерваторию. Однако образованный при Обществе симфонический оркестр первое время лишь усиливал оркестр Придворной оперы; только в 1830 году был сделан наконец обратный ход, когда капельмейстер Придворной оперы Франц Лахнер исполнил с этим ансамблем симфонии Л. ван Бетховена
Днём рождения оркестра считается 28 марта 1842 года, когда Отто Николаи, назначенный в 1841 году капельмейстером Картнер-театра, провёл с тем же ансамблем большой симфонический концерт («филармоническую академию»), составленный из произведений венской классики. Именно с этого времени концерты оркестра стали проводиться регулярно — до 1847 года, когда Николаи покинул Вену.
После ухода Николаи для оркестра наступил период стагнации, связанный прежде всего с отсутствием опытного администратора. Важной вехой в истории Венского филармонического стало 15 января 1860 года, когда директор Венской оперы Карл Экерт провёл первый из четырёх абонементных концертов. С этого момента начинается история регулярных «Филармонических концертов» в Вене.
Первое выступление оркестра за рубежом состоялось в 1900 году — на Всемирной выставке в Париже, под управлением Густава Малера. Первые длительные гастроли оркестр предпринял уже под руководством Феликса Вайнгартнера, совершив в 1922 году тур по Латинской Америке.
И в настоящее время Венский филармонический оркестр формально остаётся филармоническим оркестром Венской государственной оперы, где проходят обязательную стажировку все музыканты.
Оркестру принадлежит честь первого исполнения целого ряда сочинений, в том числе, под управлением Ханса Рихтера, Симфонии № 2 и Симфонии № 3 Иоганнеса Брамса, Симфонии № 8 Антона Брукнера.

## Главные и приглашённые дирижёры
Венский филармонический оркестр никогда не имел художественного руководителя и не заключал контракты с дирижёрами на сколько-нибудь длительный срок. До 1933 года каждый год общим голосованием избирался так называемый «абонементный» дирижёр (Abonnementdirigent) для проведения сезона в Musikverein, хотя на протяжении ряда лет это мог быть и один и тот же дирижёр, как, например, Отто Дессоф в 1860—1875 годах, Ханс Рихтер в 1875—1882 и в 1883—1898 годах (с его именем связан «золотой век» оркестра), Феликс Вайнгартнер в 1908—1927 годах или Густав Малер в 1898—1901. Кроме того, отдельно приглашались гастролирующие дирижёры для управления оркестром на фестивалях, а также для участия в традиционных Новогоднем концерте и Концерте в летнюю ночь. С 1933 года оркестр работает без главного дирижёра, имея при этом, помимо гастролёров, несколько приглашённых дирижёров, сотрудничающих с Венской филармонией на постоянной основе, иногда на протяжении десятилетий. Среди приглашённых дирижёров были такие знаменитости, как Вильгельм Фуртвенглер, который в 1933—1945 и в 1947—1954 годах фактически, хотя и неофициально был главным дирижёром оркестра, Карл Бём, Герберт фон Караян, Карло Мария Джулини, Леонард Бернстайн, Георг Шолти, Валерий Гергиев и другие.
Своим любимым дирижёрам, как и наиболее выдающимся артистам оркестра, Венская филармония в знак благодарности за длительное и плодотворное сотрудничество вручает почётное Золотое кольцо (Ehrenring). Среди дирижёров, награждённых этим кольцом, — Карло Мария Джулини (1990), Бернард Хайтинк (1997), Пьер Булез (2007).
Заслуги дирижёров перед оркестром Венская филармония отмечает также Золотой медалью Николаи (Nicolai-Medaille in Gold); этой медали удостоены, в частности, Карл Шурихт, Карл Бём, Леонард Бернстайн, Риккардо Мути (2001).

## Известные музыканты оркестра
- Бахрих, Сигизмунд (альт)
- Боусфилд, Йен (тромбон)
- Босковски, Альфред (кларнет)
- Босковски, Вилли (скрипка)
- Буксбаум, Фридрих (виолончель)
- Влах, Леопольд (кларнет)
- Зедлак, Фриц (скрипка)
- Йобстль, Томас (валторна)
- Моравец, Эрнст (альт)
- Орлофф, Владимир (виолончель)
- Розе, Арнольд (скрипка)
- Фрайберг, Готфрид фон (валторна)
- Хильгерс, Вальтер (туба)
- Хуммер, Райнхольд (виолончель)
- Шмидт, Франц (виолончель)
- Штиглер, Карл (валторна)
- Эльбергер, Карл (фагот)

## Признание
- Венский филармонический оркестр ежегодно проводит традиционный Новогодний концерт. Аудитория телезрителей концерта по всему миру составила, по оценочным данным 2010 г., 50 миллионов человек из 72 стран[5].
- С 1989 года в честь Венской филармонии выпускаются золотые монеты. Сначала это были монеты в 2000 шиллингов (31,1 г — унция золота), а также 500 шиллингов (7,8 г); позже к ним добавились монеты номиналом в 200 шиллингов (3,1 г — 1/10 унции) и в 1000 шиллингов (15,55 г). В 1992, 1995, 1996 и 2000 годах Всемирная ассоциации золота (World Gold Council) признавала «Венскую филармонию» наиболее продаваемой золотой монетой в мире. С переходом на единую европейскую валюту появились монеты номиналом в 100 евро и, наконец, 1 января 2004 года, одна из самых крупных золотых монет в мире — так называемый Большой Фил, достоинством в 100 000 евро. Дизайн монет остаётся неизменным с 1989 года[6].